# Parapoynx nitidulata
Parapoynx nitidulata là một loài bướm đêm trong họ Crambidae.